# 端敬王后
端敬王后 慎氏（たんけいおうこう しんし、タンギョンワンフシンシ、1487年2月7日 - 1557年12月27日）は、李氏朝鮮第11代国王中宗の王妃。本貫は居昌慎氏。益昌府院君 慎守勤(シン･スグン)（世宗の四男の臨瀛大君の娘の中牟県主の子）と夫人韓氏の娘。

## 生涯
中宗即位前の1499年に結婚する。1506年中宗即位と共に王妃になるが、燕山君の縁戚（父の妹が燕山君の妃）だったために反正勢力の反対に遭い、中宗の反対にもかかわらず、中宗即位後わずか7日後に王妃の身分を剥奪され、後宮追放で河城尉鄭顕祖（チョン・ヒョンジョ）の家に追い出され、その後実家に戻った。1515年、章敬王后死去の際に、復位させる世論が持ち上がるが、権敏手（クォン・ミンス）らの反対で実現しなかった。中宗の即位から38年後の1544年中宗が危篤の際に王宮の正門の前に現れ中宗に会うことを望んだが無情にも会うことを許されなかった。直後に中宗が亡くなり彼女は1506年に会ったのを最後に会うことはなかった。死から約180年後の1739年、第21代国王英祖の時代に復位される。陵は京畿道楊州市長興面日迎里にある温陵。

## チマ岩伝説
端敬王后が廃位され、後宮を追われた後も中宗は彼女をしのんで、たびたび仁王山の岸にいる端敬王后の家を遠くから眺めた。この噂を聞いた端敬王后は、後宮にいた頃よく着ていたチマ（韓服の下衣、ラップスカート）を仁王山の岩の上にかけておいた。それで人々はその岩をチマ岩と呼んだ。その逸話が後世にも語り継がれている

## 家族
両親共に、第3代国王太宗の末裔であり、夫の中宗とは遠縁にあたる。
- 祖父：居昌府院君 慎承善（1436～1502）
- 祖母：中牟県主（1435～?）- 第4代国王世宗の孫娘で、臨瀛大君の娘。
  - 父：益昌府院君 慎守勤(シン･スグン)（1450～1506）- 中宗反正時に殺害された。
  - 叔母：廃妃慎氏

- 外祖父：韓忠仁（1433～1504）- 夫の中宗の祖母の仁粋大妃の従兄にあたる。
- 外祖母：安東金氏（?～?）- 第3代国王太宗の娘の慶貞公主の孫娘。太宗の側室の明嬪金氏の姪孫。第5代国王文宗の廃世子嬪の徽嬪金氏の姪。
  - 母：清原府夫人 韓銀光（1447～?）

## 端敬王后が登場する作品
- 『王朝の暁 〜趙光祖伝〜』（1996年、KBS）演：キム・ヘリ
- 『女人天下』（2001年-2002年、SBS）演：キム・ヒヨン
- 『宮廷女官チャングムの誓い』（2003年-2004年、MBC）
- 『師任堂、色の日記』 （2017年、SBS）演：ユン・ソクファ
- 『七日の王妃』 （2017年、KBS2）演：パク・ミニョン、（子役）：パク・シウン